# 滑雪場

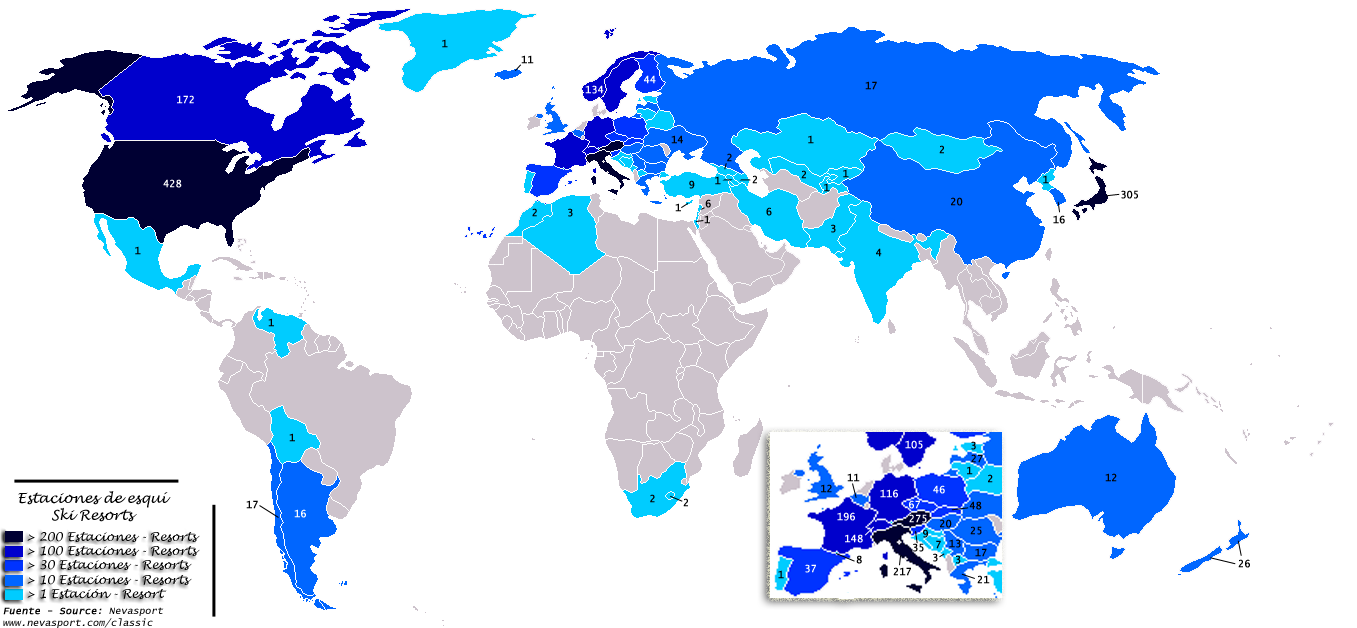
世界上的滑雪場，按各國區分

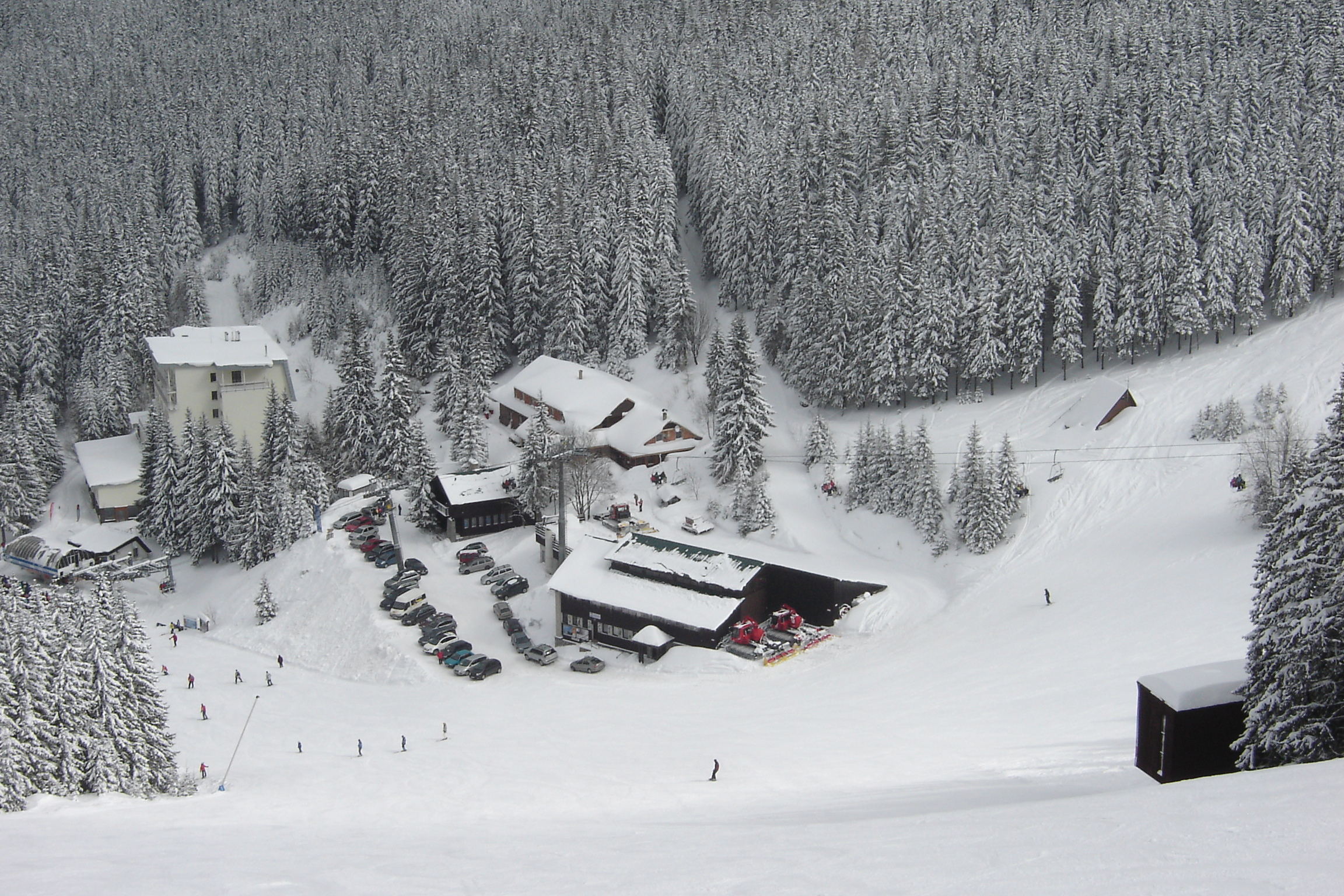
斯洛伐克的Jasná滑雪場

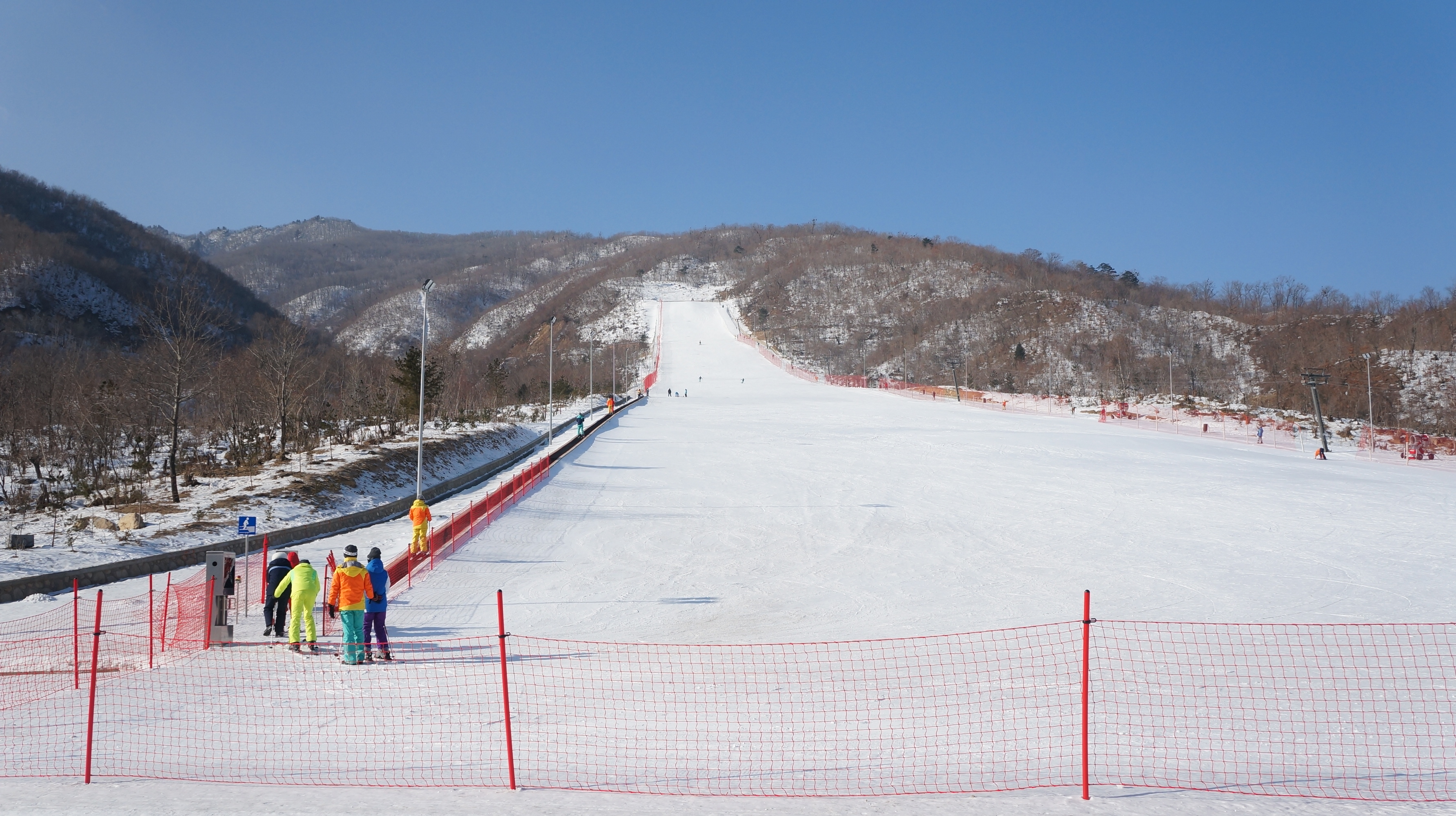
马息岭滑雪场，朝鲜

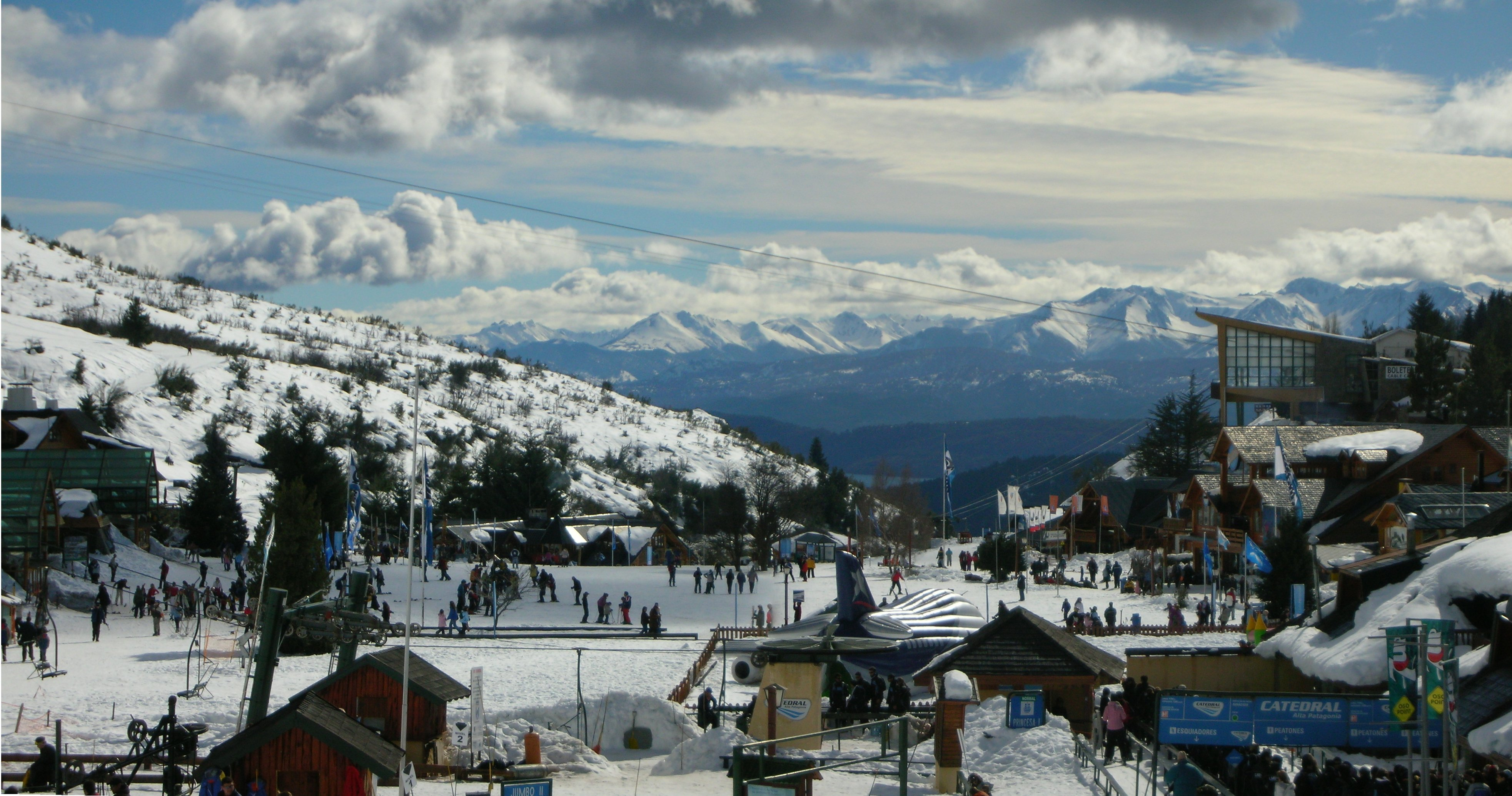
卡特德拉爾山滑雪度假村，阿根廷

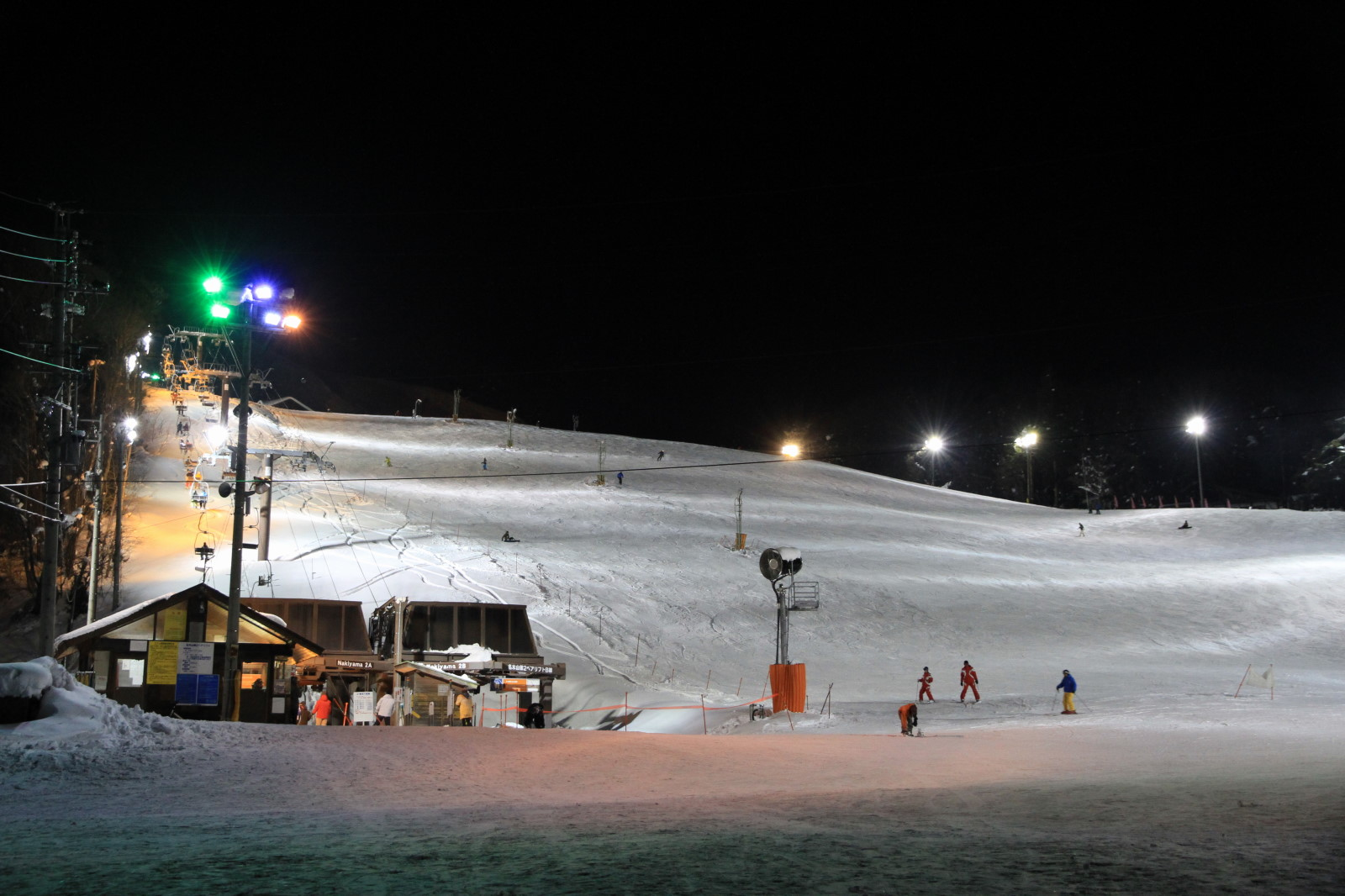
索道、白馬八方尾根スキー場（白馬村）

滑雪場，是开展滑雪及相关冬季运动的专门场所，常配备有人工或天然雪道、缆车系统、滑雪设备租赁、教学服务、住宿、餐饮及其他休闲娱乐配套设施。滑雪场在雪季期间不仅服务于滑雪旅游和度假活动，也具备承办滑雪赛事的功能。

## 世界各地情况
歐洲的滑雪場多半是在滑雪區域內或是附近的小村莊，滑雪區域多半會在山上，主要包括雪道以及滑雪升降装置。
在日本，最早的滑雪場是在1911年（明治44年）在山形縣成立的五色温泉滑雪場。
在北美，滑雪場多半會在離城鎮較遠之處，是因為滑雪而興建，遊客來的主要目的也就是滑雪，部分滑雪場在夏季亦會改建為下坡單車的單車公園。